# Symphytum bornmuelleri
Symphytum bornmuelleri är en strävbladig växtart som beskrevs av Bucknall. Symphytum bornmuelleri ingår i släktet vallörter, och familjen strävbladiga växter. Inga underarter finns listade i Catalogue of Life.